# Paolo Lanfranchi
Paolo Lanfranchi (Gazzaniga, província de Bèrgam, Llombardia, 25 de juliol de 1968) és un ciclista italià, ja retirat, que fou professional entre el 1993 i el 2004.
En el seu palmarès destaquen dues edicions del Tour de Langkawi i una etapa del Giro d'Itàlia de 2000.

## Palmarès
- 1988
  - 1r al Gran Premi Capodarco
- 1989
  - 1r a la Coppa Cicogna
- 1990
  - 1r al Giro del Medio Brenta
- 1991
  - 1r al Gran Premi de Poggiana
- 1999
  - 1r al Tour de Langkawi
  - 1r al Gran Premi Mosqueteiros - Rota do Marquês i vencedor d'una etapa
- 2000
  - Vencedor d'una etapa del Giro d'Itàlia
- 2001
  - 1r al Tour de Langkawi i vencedor de 3 etapes

### Resultats al Tour de França
- 1995. 14è de la classificació general
- 1996. 59è de la classificació general
- 1999. 18è de la classificació general

### Resultats a la Volta a Espanya
- 1994. 13è de la classificació general
- 1997. 17è de la classificació general

### Resultats al Giro d'Itàlia
- 1995. 15è de la classificació general
- 1996. 15è de la classificació general
- 1998. 18è de la classificació general
- 2000. 12è de la classificació general. Vencedor d'una etapa
- 2001. 41è de la classificació general
- 2002. 41è de la classificació general
- 2003. 20è de la classificació general
- 2004. 61è de la classificació general